# Ambaville

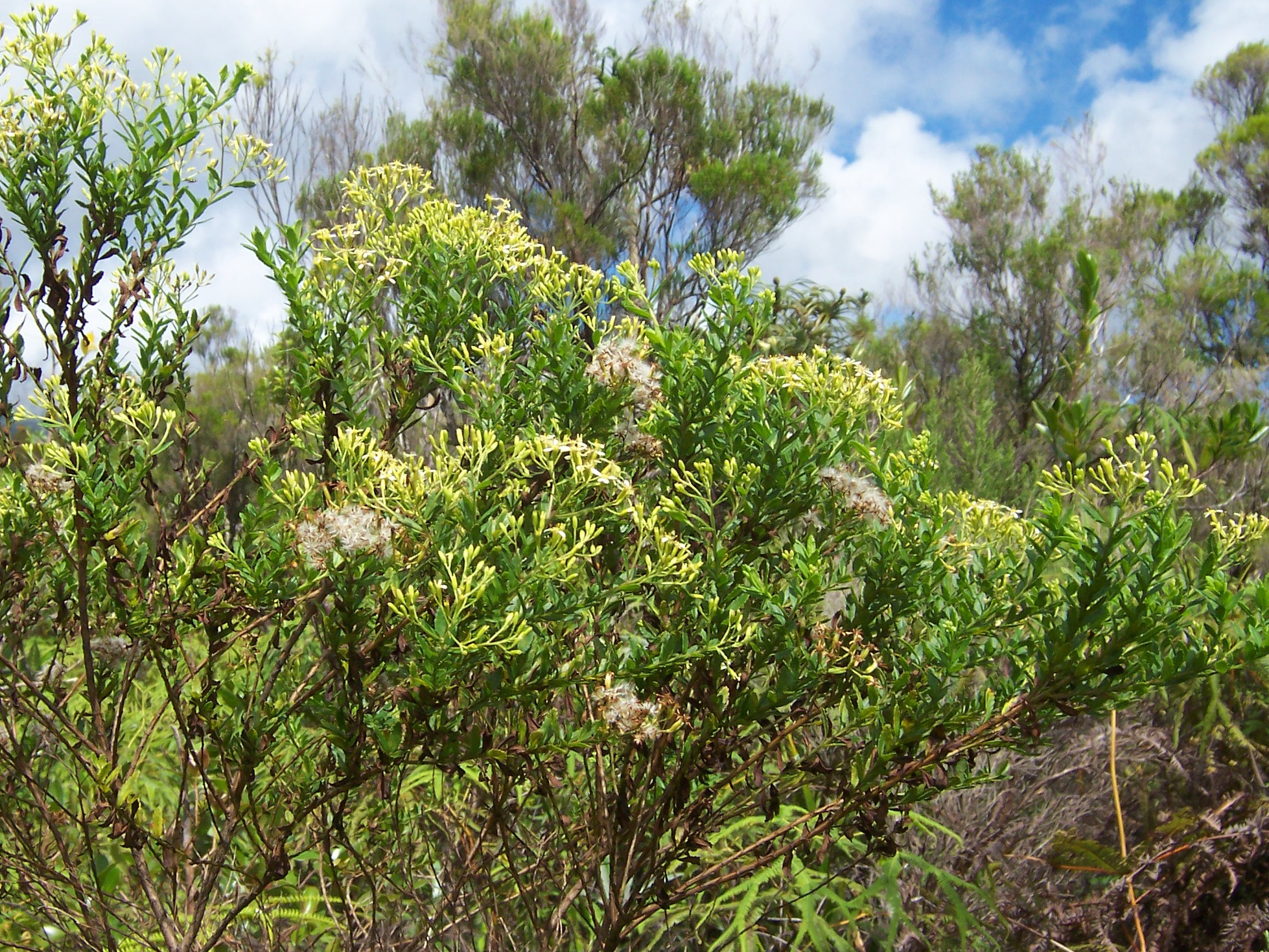
Buisson d'ambaville : fleurs et fruits.

Hubertia ambavilla
Pour les articles homonymes, voir Ambaville (homonymie).
Espèce
Classification phylogénétique
L'ambaville  ou ambaville bleu (Hubertia ambavilla) est une espèce de plante à fleurs de la famille des Asteracées,  endémique de La Réunion.

## Dénominations
L’Ambaville se dit aussi Zambavil, Lanbavil, Jean Bavile, Embravile, en créole réunionnais, selon les régions de l'île. 
Hubertia ambavilla Bory est synonyme de Senecio ambavilla (Bory) Pers.
Il existe deux variétés qui se distinguent par leurs feuilles, Hubertia ambavilla var. ambavilla Bory et Hubertia ambavilla var. taxifolia (ambaville bâtard).
L'origine du nom Hubertia ambavilla est un hommage au botaniste Joseph Hubert, donné par Bory de Saint-Vincent.

## Description
C'est un petit arbuste endémique de La Réunion, plus rare à l'île Maurice, qui mesure entre deux et quatre mètres et donne des fleurs jaune pâle. Le feuillage est grisâtre et les rameaux cotonneux aux extrémités. L'ambaville a des feuilles de type éricoïde. Ses fruits sèchent directement sur l’arbuste qui renferme quelques graines noires entourées d'un arille blanchâtre découpé en lanières. Cet arbre se comporte en pionnier sur des remparts dénudés, les terrains brûlés et autres milieux perturbés ; il est commun à partir de 1 200 m et on peut le retrouver sur les sommets à 3 000 m.

## Propriétés médicinales
Hubertia ambavilla var. ambavilla Bory est inscrit sur la Liste A de la Pharmacopée Française ; elle est l'une des 19 plantes médicinales réunionnaises reconnues par cet organisme. 
Les feuilles d'ambaville renferment des tanins, des proanthocyanidols, des flavonoïdes et un complexe glucidique qui est le principe actif d'une huile essentielle riche en alloaromadendrene et pinène.
L'ambaville est un anti-inflammatoire et cicatrisant, tant en usage interne qu'externe. On peut en association l'utiliser dans des tisanes avec les feuilles de bois d'osto. Les tisanes d'ambaville peuvent également être utilisées pour lutter contre les douleurs du ventre, l'ulcère de l'estomac. En usage externe, en bain, on peut soigner la bourbouille, les dartres.
Pour faire une tisane, c'est le « cœur », les petites tiges avec leurs feuilles et leurs fleurs qui sont portées à ébullition.